# Argilla normalconsolidata
Un'argilla normalconsolidata è un'argilla che nel corso della sua storia geologica è stata sottoposta ad una tensione efficace massima pari a quella attuale. Perché un'argilla abbia tale caratteristica è necessario che nel corso della sua storia geologica non abbia subito processi di scarico tensionale, ad esempio causati da erosione di parte del terreno sovrastante che lo caricava.
In realtà tutte le argille naturali sono almeno leggermente preconsolidate per effetto del creep che si viene a generare all'interno di un deposito.
Usualmente si indica questo tipo di argilla con la sigla NC.

## Stato tensionale
Considerando una condizione di assialsimmetria il generico elemento di terreno posto a profondità z dal piano campagna sarà sottoposto alle tensioni principali assiale (verticale) e radiali (orizzontali):
{\displaystyle \sigma '_{v}=\gamma \cdot z}
{\displaystyle \sigma '_{h}=K_{0}\cdot \sigma '_{v}}
dove {\displaystyle \gamma } rappresenta il peso specifico del terreno (eventualmente sostituito dal peso specifico alleggerito {\displaystyle \gamma '} nel caso di terreno saturo) e {\displaystyle K_{0}} il coefficiente di spinta a riposo.
Tale coefficiente risulta da evidenze sperimentali legato all'angolo di resistenza al taglio dalla relazione di Jaky:
{\displaystyle K_{0}=1-sin\phi '}

## Stato deformativo
Un'argilla normalconsolidata presenta una correlazione biunivoca tra indice dei vuoti e tensione verticale. Dato un deposito di una determinata argilla, infatti, il valore dell'indice dei vuoti decresce all'aumentare della profondità e, quindi, della tensione verticale. Traducendo quanto detto in un piano cartesiano avente in ascisse la tensione verticale e in ordinate l'indice dei vuoti tutti i punti rappresentativi di argille normalconsolidate si dispongono secondo una curva chiamata linea di normalconsolidazione. Tale curva diventa una retta nel piano semilogaritmico {\displaystyle e-log\sigma '_{v}}

## Comportamento meccanico
Un'argilla normalconsolidata presenta un comportamento principalmente plastico. Tale caratteristica può essere facilmente verificata operando uno scarico nel terreno: la risposta del materiale sarà in misura estremamente ristretta di tipo elastico, mentre buona parte della deformazione risulterà essere irreversibile.
Considerando queste azioni nel piano {\displaystyle e-\sigma '_{v}} è immediato verificare questa analisi: il provino sottoposto a scarico tensionale seguirà un percorso molto meno inclinato rispetto alla linea di normalconsolidazione, per cui buona parte della deformazione (nel piano considerato assimilabile alla variazione dell'indice dei vuoti) resterà irreversibile.
In seguito a tale scarico, naturalmente, non si potrà più parlare di argilla normalconsolidata poiché la tensione attuale non è la massima cui il terreno è stato sottoposto: l'argilla sarà cioè sovraconsolidata.
Analizzando la relazione tra sforzi e deformazioni a seguito di una prova con l'apparecchio triassiale si può notare che la curva risultante è tipica di un materiale incrudente, con un aumento dello sforzo deviatorico all'aumentare della deformazione fino ad arrivare ad una condizione stazionaria denominata stato critico. A questo processo si accompagna una progressiva diminuzione del volume del provino (o un progressivo aumento della sovrapressione interstiziale in caso di prova non drenata), che termina esattamente allo stesso modo dello sforzo nella condizione definita stato critico.